# Anas Nanah
Anas Nanah (12 maart 2003) is een Marokkaans profvoetballer die bij voorkeur als verdediger speelt. Hij tekende in 2023 bij Union Touarga. Nanah is ook Marokkaans jeugdinternational.

## Carrière
Nanah genoot zijn jeugdopleiding bij de Academie Mohammed VI de Football. Daar wekte hij de interesse van onder andere Olympique Marseille.  Eind augustus 2021 werd hij, samen met Mohamed Essahel, voor één seizoen uitgeleend aan de Belgische eersteklasser KAS Eupen. Aanvankelijk sloot hij er aan bij de beloften. Op 16 januari 2022 maakte hij er zijn officiële debuut in het eerste elftal: op de 22e competitiespeeldag kreeg hij van trainer Stefan Krämer een basisplaats tegen Cercle Brugge. Nanah werd in de 70e minuut vervangen door Essahel.

## Clubstatistieken
| Seizoen         | Club            | Land            | Competitie      | Competitie | Competitie | Beker | Beker | Supercup | Supercup | Europees | Europees | Totaal | Totaal |
| Seizoen         | Club            | Land            | Competitie      | Wed.       | Dlp.       | Wed.  | Dlp.  | Wed.     | Dlp.     | Wed.     | Dlp.     | Wed.   | Dlp.   |
| --------------- | --------------- | --------------- | --------------- | ---------- | ---------- | ----- | ----- | -------- | -------- | -------- | -------- | ------ | ------ |
| 2021/22         | → KAS Eupen     | Vlag van België | Eerste klasse A | 1          | 0          | 0     | 0     | —        | —        | —        | —        | 1      | 0      |
| Carrière totaal | Carrière totaal | Carrière totaal | Carrière totaal | 1          | 0          | 0     | 0     | 0        | 0        | 0        | 0        | 1      | 0      |

Bijgewerkt op 16 januari 2022.

## Privé
- Nanah is de jongere broer van Ayoub Nanah, die eveneens actief is als profvoetballer.

1 Moser ·
2 Van Genechten ·
3 Davidson ·
4 Baiye ·
7 Nuhu ·
8 Peeters ·
9 Prevljak ·
10 Charles-Cook ·
11 N'Dri ·
13 S. Keita ·
14 Deom ·
15 Magnée ·
17 Bitumazala ·
18 A. Keita ·
20 Magee ·
23 Christie-Davis ·
24 Wakaso ·
28 Paeshuyse ·
29 Alloh ·
30 Gorenc ·
33 Nurudeen ·
35 Lambert ·
47 Offermann ·
77 Oger ·
99 Roufosse ·
Coach: Still